# Mauro Roman
Mauro Roman, född den 27 mars 1954 i Trieste i Italien, är en italiensk ryttare.
Han tog OS-silver i lagtävlingen i fälttävlan i samband med de olympiska ridsporttävlingarna 1980 i Moskva.